# B. Marton Erzsi
B. Marton Erzsi, teljes nevén: Marton Erzsébet Eszter Etelka, névváltozat: Marthon (Újfehértó, 1885. január 2. – Budapest, 1925. augusztus 20.) színésznő, az első világháború alatt a magyar némafilm sokat foglalkoztatott sztárja.

## Életútja
Marton Bertalan és Lekly Berta leánya. Az Országos Színészegyesület színésziskoláját végezte 1909-ben, majd tanulmányai befejeztével különböző vidéki színpadokon szerepelt. 1912. február 20-án Balla Kálmán színigazgató felesége lett, 1921. június 21-én váltak el. 1916 őszén a Magyar Színházhoz szerződött, ahol a Királynőm, meghalok érted!... című drámában tűnt fel. Itt igen szép jövőt jósoltak neki, mert nemcsak jó színésznő volt, de gyönyörű asszony is, az egyik legszebb színpadi jelenségnek tartották. 1918–19-ben fellépett az Intim Kabaréban, majd 1919-ben a Vígszínházban. 1920-ban Berlinben filmezett, azonban nem ért el átütő sikert, így visszavonult. Öngyilkosságot követett el, veronálmérgezésbe halt bele.

## Filmszerepei
- Tavasz a télben (1917)
- A csúnya fiú (1917) – a bankár felesége
- Az utolsó hajnal (1917) – Mary hercegnő (holland verzióban: Illna/Princess Halasdane)
- A napraforgós hölgy (1918, befejezetlen) – kalaposlány
- Az ördög (1918) – Jolán
- Farsangi mámor (1921) – Mary